# Kamisese Mara
Kamisese Mara, właśc. ratu sir Kamisese Kapaiwai Tuimacilai Uluilakeba Mara (ur. 6 maja 1920 w Lomaloma, zm. 18 kwietnia 2004 w Suva) – fidżyjski polityk, prezydent i premier kraju.

## Życiorys
W 1942 rozpoczął studia medyczne na uniwersytecie Otago w Nowej Zelandii, przerwał je jednak pod naciskiem stryjecznego dziada, Ratu Sir Lala Sukuna; starszy krewny, cieszący się uznaniem jako lider narodowy, widział w Kamisese jednego ze swoich następców i zalecił mu studia historyczne na Oxfordzie (ukończone w 1949). Mara podyplomowo studiował również ekonomię (1961-1962); w 1973 otrzymał doktorat honorowy z prawa Uniwersytetu Otago.
9 września 1950 poślubił Adi Lady Lala Mare, pochodzącą z wodzowskiej rodziny, aktywną w polityce i działalności publicznej Fidżi.
Od 1950 Mara pracował w służbie państwowej; w 1953 został wybrany do Rady Legislacyjnej (jako jeden z czterech rdzennych mieszkańców Fidżi), od 1959 członek Rady Wykonawczej (formalnie doradca gubernatora generalnego, faktycznie minister; zajmował się sprawami biznesu i zasobów naturalnych). Na początku lat 60. założył Alliance Party, która uzyskała większość w wyborach w 1963 i 1968.
W 1967, w ramach transformacji systemowych Fidżi, został pierwszym szefem rządu (objął także tekę ministra spraw zagranicznych). Brał aktywny udział w negocjacjach z rządem brytyjskim, których efektem było ogłoszenie niepodległości Fidżi 10 października 1970.
W niepodległym państwie pozostał premierem; utrzymał większość parlamentarną w 1972 z Alliance Party, a także stanowisko szefa rządu po nieznacznej porażce, kryzysie konstytucyjnym i wreszcie powtórnych wyborach w 1977. Poprowadził także partię do sukcesu w 1982; w 1987 większość uzyskała koalicja pod kierownictwem Timoci Bavadry. Mara powrócił jednak do władzy jeszcze w 1987, kiedy Bavadre odsunął wojskowy przewrót Sitiveni Rabuki. Ostatecznie Mara zakończył pracę na stanowisku premiera w 1992.
W czerwcu 1992 został mianowany wiceprezydentem, wkrótce – ze względu na stan zdrowia prezydenta Ratu Sir Penaia Ganilau – przejął jego obowiązki; po śmierci prezydenta w grudniu 1993 został oficjalnie wybrany przez Wielką Radę Wodzów na prezydenta Fidżi.
Został zmuszony do ustąpienia z urzędu prezydenta w maju 2000; po nieudanym przewrocie George Speighta władze w celu opanowania sytuacji przejęło wojsko pod kierownictwem generała Franka Bainimaramy (prezydentem został później Josefa Iloilo, wiceprezydent przy osobie Mary). W 2001 Mara oskarżył o odpowiedzialność za zamach Speighta Bainimarame oraz dawnego lidera przewrotu wojskowego, Rabuke.
Po odsunięciu od władzy pozostał do końca życia członkiem Wielkiej Rady Wodzów.

## Odznaczenia
- Order Fidżi I klasy (1995, z urzędu)[1]
- Kawaler Komandor Orderu Imperium Brytyjskiego (Wielka Brytania, 1969)[2]
- Krzyż Wielki Orderu Św. Michała i Św. Jerzego (Wielka Brytania, 1982)[3]
- Order Świętego Jana Jerozolimskiego II klasy (Wielka Brytania, 1983)[4]
- Krzyż Wielki Orderu Piusa IX (Watykan, 1995)[5]